# Conotrachelus hicoriae
Conotrachelus hicoriae (ang. Hickory nut curculio) – gatunek chrząszcza z rodziny ryjkowcowatych.

## Zasięg występowania
Występuje we wsch. części USA od New Jersey i Missouri na płn. po Florydę i Teksas na płd.

## Biologia i ekologia
Żeruje w owocach orzesznika jadalnego.